# The Kicks (serie televisiva)
The Kicks è una sitcom statunitense trasmessa da Prime Video dal 2015 al 2016, basata sui libri di Alex Morgan.

## Trama
La calciatrice dodicenne Devin Burke è sul punto di essere nominata capitano della squadra di calcio della scuola del Connecticut, ma tutto cambia quando la sua famiglia si trasferisce in California a metà dell'anno scolastico. Ora, Devin deve affrontare una nuova sfida dopo aver scoperto che la squadra di calcio della nuova scuola californiana ha subito una serie di sconfitte negli ultimi mesi e ha un disperato bisogno di un capitano per radunare la squadra insieme. La situazione peggiora quando il loro allenatore esce dal giro della squadra, poiché un membro della famiglia è in terapia intensiva. Senza allenatore e due partite che si avvicinano rapidamente, le ragazze chiedono l'aiuto del bidello Pablo Rivas.

## Episodi
| Stagione       | Episodi | Prima TV originale | Prima TV Italia |
| -------------- | ------- | ------------------ | --------------- |
| Prima stagione | 10      | 2015-2016          | 2015-2016       |

## Produzione
Lo show, che si basa sull'omonima serie di libri scritti dalla fuoriclasse statunitense Alex Morgan e illustrati da Paula Franco, è stato creato per volontà di Amazon, per essere una delle serie pilota della piattaforma Prime Video. L'episodio pilota fu mandato in onda il 26 giugno 2015. Successivamente data la buona impressione data, il 6 novembre 2015 è stato annunciato che la serie sarebbe stata diffusa su Prime Video. Mentre le riprese sono iniziate nel febbraio 2016.